# Josiane Kartheiser
Josiane Kartheiser, née le 28 novembre 1950 à Differdange, est une journaliste, romancière et poétesse luxembourgeoise. Ses langues d'expressions sont en majorité l'allemand mais également le luxembourgeois.

## Biographie
Kartheiser naît à Differdange en 1950. Elle est la fille du poète luxembourgeois René Kartheiser (lb) (1926-2009). Elle fait ses études à l'université du Kent à Canterbury de 1971 à 1974. Elle se spécialise dans les littératures britanniques et américaines.
Par la suite, elle devient journaliste indépendante en tant que critique littéraire mais elle est également chargée de cours en langue et littérature luxembourgeoise à l'université de Sheffield puis au Centre de langues de l'Université du Luxembourg de 2005 jusqu'à sa retraite en 2011.
Elle a également plusieurs productions littéraires à son actif dont des romans, de la poésie, des pièces de théâtre, des pièces radiophoniques et de cabaret. Son genre de prédilection et en particulier ses œuvres dédiées au spectacle vivant s'inscrivent dans le genre satirique sur la société luxembourgeoise. Elle publie plusieurs recueils de poèmes, de textes en prose. Elle collabore à la rédaction d'un livre blanc sur la place de la drogue au Luxembourg mais aussi à la rédaction d'un dictionnaire franco-anglo-luxembourgeois.

## Distinctions
Elle reçoit le prix Anne Beffort par la ville de Luxembourg en juillet 2010 en reconnaissance de sa carrière sur plus de 25 ans ainsi que sa contribution au développement de l'égalité hommes-femmes et le représentation d'autrices dans le milieu littéraire luxembourgeois,.

## Œuvres

### Essais
- Cornel Meder. Ein Porträt (2004)

### Nouvelles
- Linda (1981)
- D’Lästermailchen (1988)
- Wohlstandsgeschichten (1993)
- Als Maisie fliegen lernte (1996)
- Das Seepferdchen (2000)
- Allein oder mit anderen (2002)
- Gees de mat? (2014)
- Kauf dir doch ein Leben! (2015)

### Poésie
- flirt mit fesseln (1978)
- Wenn schreie in mir wachsen (1980)

### Roman policier
- Entführe nicht deines Nächsten Weib Kurzkrimis (2013)[5]
- Die Shabby Chic Tote (2014)[6]

### Romans jeunesse
- De Maxi an de Geschichtenerzieler (2004)
- Dem Lou säin abenteuerleche Summer (2012)

### Théâtre
- De Kontrakt (1983)
- Härgottskanner (1985)

#### Cabaret
- De Marc hätt gär Paangecher (2005)
- Mäi léiwen Alen! (2007)
- Hutt Dir och en Holiday Consultant? (2009)
- Geld oder Liewen!? (2011)